# Мокрый Дол (Пензенская область)
Мокрый Дол — посёлок в Камешкирском районе Пензенской области России. Входит в состав Пестровского сельсовета.

## География
Посёлок находится в юго-восточной части Пензенской области, в пределах западного склона Приволжской возвышенности, в лесостепной зоне, при автодороге 58Н-117, на расстоянии примерно 18 километров (по прямой) к юго-востоку от села Русский Камешкир, административного центра района. Абсолютная высота — 283 метра над уровнем моря.

### Климат
Климат характеризуется как умеренно континентальный, с относительно жарким летом и холодной продолжительной зимой. Среднегодовая температура воздуха — 3,2 °C. Средняя температура воздуха самого холодного месяца (января) составляет −13,3 °C; самого тёплого месяца (июля) — 19,2 °C (абсолютный максимум — 37 °С). Продолжительность периода с устойчивыми морозами достигает 130 дней. Годовое количество атмосферных осадков — 627 мм, из которых большая часть выпадает в тёплый период.

### Часовой пояс
Посёлок Мокрый Дол, как и вся Пензенская область, находится в часовой зоне МСК (московское время). Смещение применяемого времени относительно UTC составляет +3:00.

## Население
| 2010 |
| ---- |
| 41   |

### Национальный состав
Согласно результатам переписи 2002 года, в национальной структуре населения мордва составляла 89 % из 70 чел.